# Glossosoma kamarasikam
Glossosoma kamarasikam är en nattsländeart som beskrevs av Schmid 1971. Glossosoma kamarasikam ingår i släktet Glossosoma och familjen stenhusnattsländor. Inga underarter finns listade i Catalogue of Life.